# Distrito de Mohale's Hoek
Mohale's Hoek (30°10′S 27°40′E / -30.167, 27.667) es un distrito de Lesoto. Tiene una superficie de 3.530 km² y una población de aproximadamente 174.924 hab. (2006). Mohale's Hoek es la capital del distrito.
- Datos: Q839074
- Multimedia: Mohale's Hoek District / Q839074